# Yasser Radwan
Yasser Radwan, född 22 april 1972 i Ad-Daqahliyya, är en egyptisk före detta fotbollsspelare. Radwan gjorde 64 landskamper för Egyptens landslag och var med vid Afrikanska mästerskapet 1996, 1998, 2000 och 2002, där Egypten vann turneringen 1998.

## Internationella mål
| Nr | Datum            | Spelplats                                     | Motståndare | Mål | Resultat | Tävling                      |
| -- | ---------------- | --------------------------------------------- | ----------- | --- | -------- | ---------------------------- |
| 1. | 13 februari 1998 | Stade Municipal, Bobo-Dioulasso, Burkina Faso | Zambia      | 4–0 | 4-0      | Afrikanska mästerskapet 1998 |
| 2. | 25 juli 1999     | Aztekastadion, Mexico City, Mexiko            | Bolivia     | 2–2 | 2–2      | Confederations Cup 1999      |
| 3. | 23 januari 2000  | Sani Abacha Stadium, Kano, Nigeria            | Zambia      | 1–0 | 2–0      | Afrikanska mästerskapet 2000 |

## Meriter
Al-Ahly
- Egyptiska cupen: 2003

Egypten
- Afrikanska mästerskapet
  - Guld: 1998